# Rilhac-Rancon
 Rilhac-Rancon  (en occitano Rilhac Rancom) es una población y comuna francesa, situada en la región de Lemosín, departamento de Alto Vienne, en el distrito de Limoges y cantón de Ambazac.

## Demografía
| 1029 | 1061 | 2188 | 3006 | 3423 | 3652 | 4050 |
| Para los censos de 1962 a 1999 la población legal corresponde a la población sin duplicidades (Fuente: INSEE [Consultar]) |      |      |      |      |      |      |